# Orde van Sint-Andreas de Eerstgeroepene

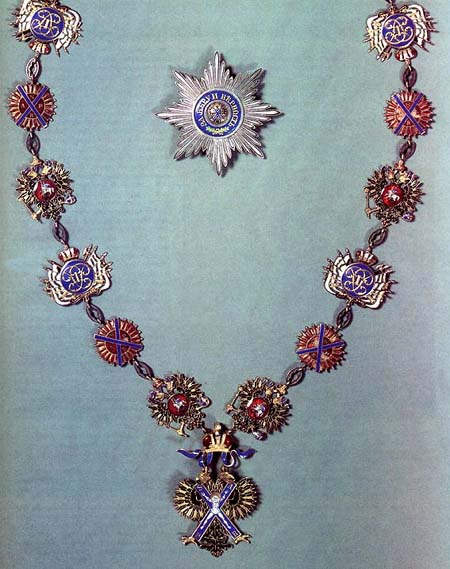
Ster en kleinood van de Orde van Sint-Andreas de Eerstgeroepene

Er zijn vier Orden van Sint-Andreas bekend, waarvan drie in Rusland. Alle vier zijn zij genoemd naar Andreas, volgens de Bijbel een van de discipelen van Jezus die de "eerstgeroepene" wordt genoemd:
- De Orde van Sint-Andreas de Eerstgeroepene (1698)
- De Orde van Sint-Andreas van de Russisch-orthodoxe kerk (1988)
- De Orde van Sint-Andreas Protocletos van de Russische Federatie (1992)
- De Orde van Sint-Andreas van Barbados (1980)

## De Keizerlijke Orde van Sint-Andreas de Eerstgeroepene
Deze orde, (Russisch: Орден Святого апостола Андрея Первозванного, Orden Svatogo Apostola Imperatorskij) geheten werd op 28 november 1698 door tsaar Peter de Grote gesticht. Het was de eerste Russische ridderorde en tot 1917 de eerste Orde van het Russische Keizerrijk.

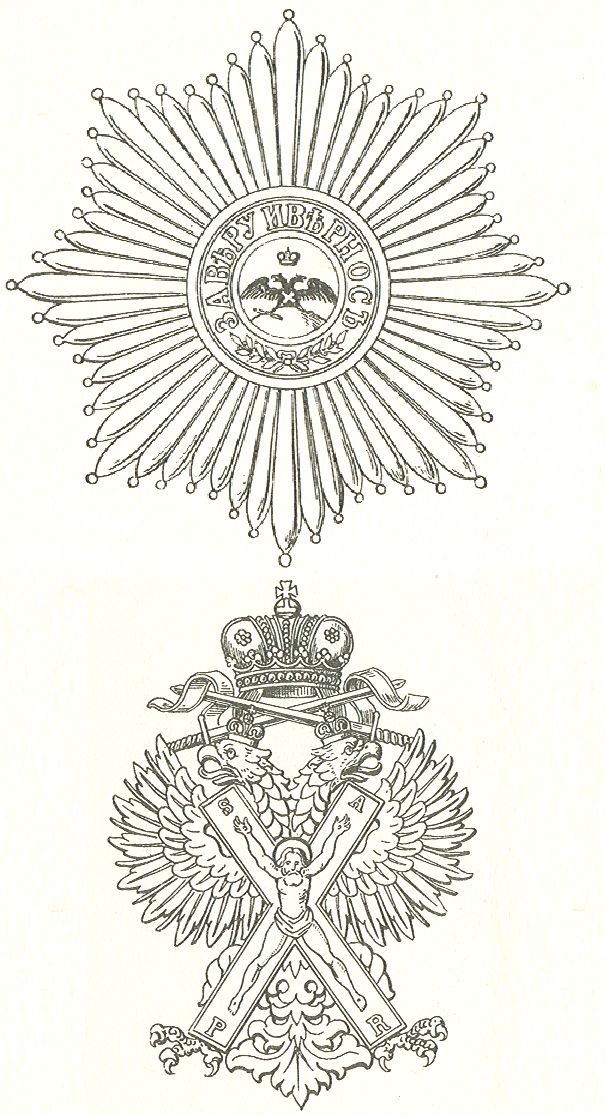
ster en kleinood

De Orde had slechts een enkele graad en werd alleen aan generaals-majoor en militairen van gelijkwaardige of hogere rangen, staatshoofden en functionarissen van de "derde beambtenklasse" verleend. Zij kregen daardoor allen de rang van een luitenant-generaal. De Russische grootvorsten waren, of zijn, vanaf hun doop leden van deze ridderorde. Russische "prinsen van den Bloede" werden, of worden, op hun 18e verjaardag in de Orde opgenomen.
De ridders werden geacht een entreegeld van 500 roebels, of zelfs 750 roebels voor de in 1855 ingevoerde benoemingen met zwaarden, te betalen. Buitenlandse ridders en zij die hun ster met diamanten kregen waren daarvan vrijgesteld. Anderzijds konden ridders die dat geld van node hadden desgevraagd een jaarlijks pensioen van 800 of 1000 roebel ontvangen.
Het gebruik om de ridders in de hoogste orden ook ambtshalve het kruis van een lagere orde te laten dragen bestond al in de 18e eeuw. In de 19e eeuw werd het geregeld door een oekaze van tsaar Nicolaas I van Rusland van 1 september 1845. Deze oekaze is tot de val van de laatste tsaar in 1917 van kracht gebleven.
De oekaze stelde de volgende draagwijzen vast:
- Ridders in de Orde van Sint-Andreas droegen het kruis van de Orde van Alexander Nevski om de hals en zouden de inmiddels Russisch-Poolse Orde van de Witte Adelaar in het knoopsgat dragen.
- Ridders in de Orde van Alexander Nevski droegen de Orde van de Witte Adelaar om de hals en het kruis der Eerste Klasse van de Orde van Sint-Anna in het knoopsgat.
- Ridders in de Orde van de Witte Adelaar droegen de Orde van Sint-Anna om de hals en het kruis der Eerste Klasse van de Orde van Sint-Stanislaus in het knoopsgat.
- Ridders-grootkruis in de Orde van Orde van Sint-Anna droegen het kruis der Eerste Klasse van de Orde van Sint-Stanislaus in het knoopsgat[1].

## De versierselen van de Orde
Het kleinood was een afbeelding van de gekruisigde Sint-Andreas op een blauw andreaskruis.Op de vier punten staan de letters "SAPR" wat voor "Sanctus Andreae Patronus Russiæ" staat. Het kruis is op een zware gouden, zwartgeëmailleerde adelaar met twee gekroonde koppen gelegd.Het geheel is met blauw geëmailleerde gouden linten aan een keizerskroon bevestigd en wordt aan een keten of een blauw lint over de rechterschouder gedragen. Op de keerzijde is het gekroonde monogram van de heilige te zien.
De ster was van zilver en had acht punten. In het blauwomrande gouden medaillon was het kleinood(zonder de kroon) geschilderd.Op de ring stond in gouden letters "", in Latijnse letters "Za Veru i Vernost", wat "voor geloof en trouw" betekent.
De Orde werd ook met zwaarden, briljanten of beide verleend en ook de ster werd in zo'n geval geheel met diamanten ingelegd.Zwaarden werden gekruist op de ster gelegd.
Niet-christenen kregen versierselen waarvan de afbeelding van de Russische heilige was weggelaten.

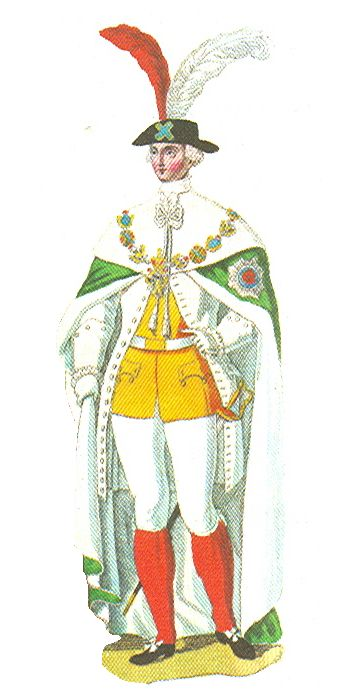
Kostuum

De keten had 23, na 1850 ingekort tot 17, schakels. Deze stelden een andreaskruis op rode vlammen, een gekroond blauw medaillon met monogram van Peter I en, als derde, de Russische tweekoppige adelaar met op de borst een rond donkerrood schildje met Sint Joris en een zwarte draak voor.
De ridders in de Orde van Sint-Andreas droegen ook de Orde van Sint-Alexander Nevski aan een ponceaurood lint om de hals. Zij waren automatisch ook lid van de Orden van Sint-Alexander Nevski, de Orde van de Witte Adelaar, Sint-Anna en Sint-Stanislaus.
Zoals in de 18e eeuw gebruikelijk was behoorde bij deze Orde een rijke ordekleding.

## De heraldiek van de Orde
De ridders legden de keten rond hun wapenschilden om zo hun lidmaatschap van deze Orde aan te geven. In de loop van 119 jaren zijn er ongeveer 1050 ridders geweest.

## De geschiedenis van de Orde
De feestdag van de Orde was de dertigste november en tsarina Catharina de Grote liet tussen 1777 en 1785 voor het daarbij behorende diner, dat na de plechtige mis in de kathedraal van Sint-Andreas in Sint-Petersburg plaatsvond, een servies met afbeeldingen van de Orde maken. Het diner voor de ridders werd bijna ieder jaar tot 1917 gehouden en in 1856 liet Tsaar Alexander II van Rusland nog extra schalen fabriceren.
Ook de democratische Russische republiek van Alexander Fjodorovitsj Kerenski, die bestond van februari tot oktober 1917, bleef de Orde toekennen. De kronen op de adelaars werden daarbij echter weggelaten.
De Sovjets schaften de Orde af, maar de in 1918 verbannen Romanovs gebruiken de Orde nog steeds als hun huisorde.

## Insignia en portretten

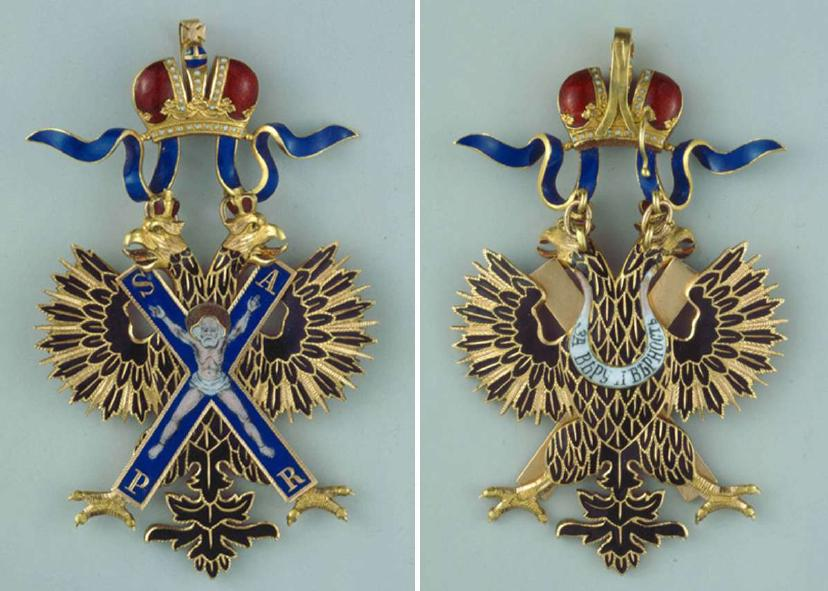
Voor-en keerzijde van het kleinood
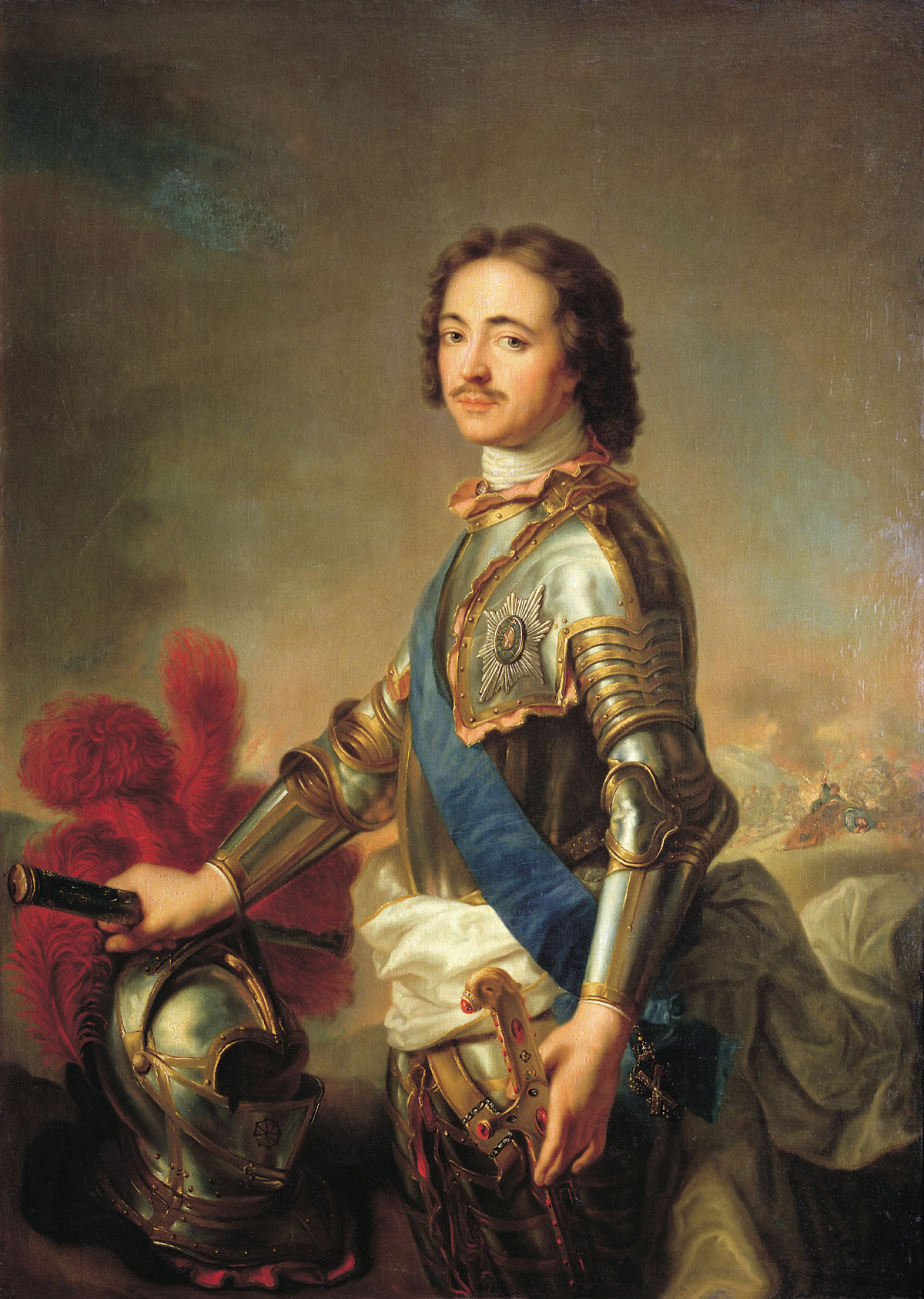
Peter de Grote met lint en ster van zijn Ridderorde
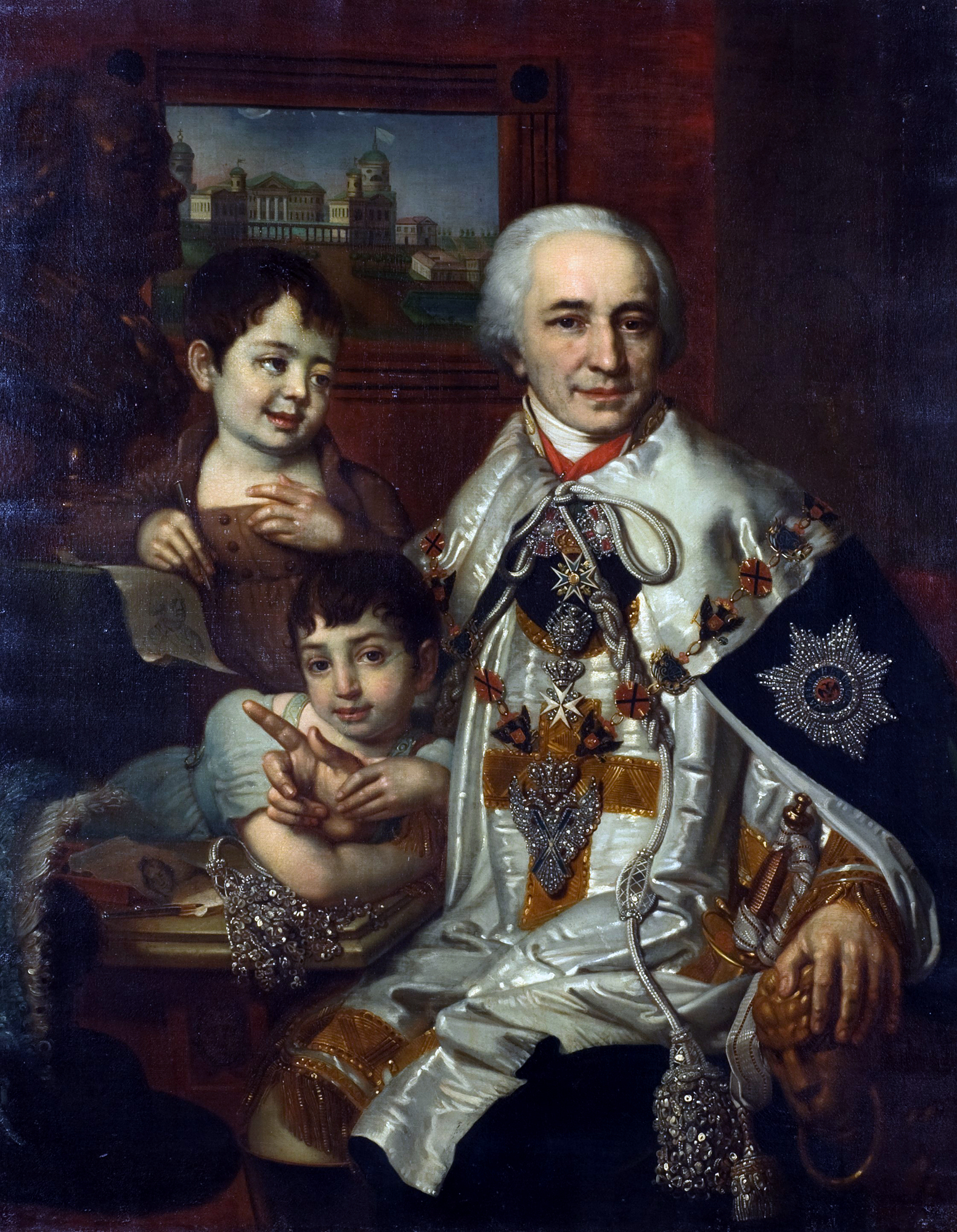
Vorst Borovikovskiy in het kostuum van de Orde
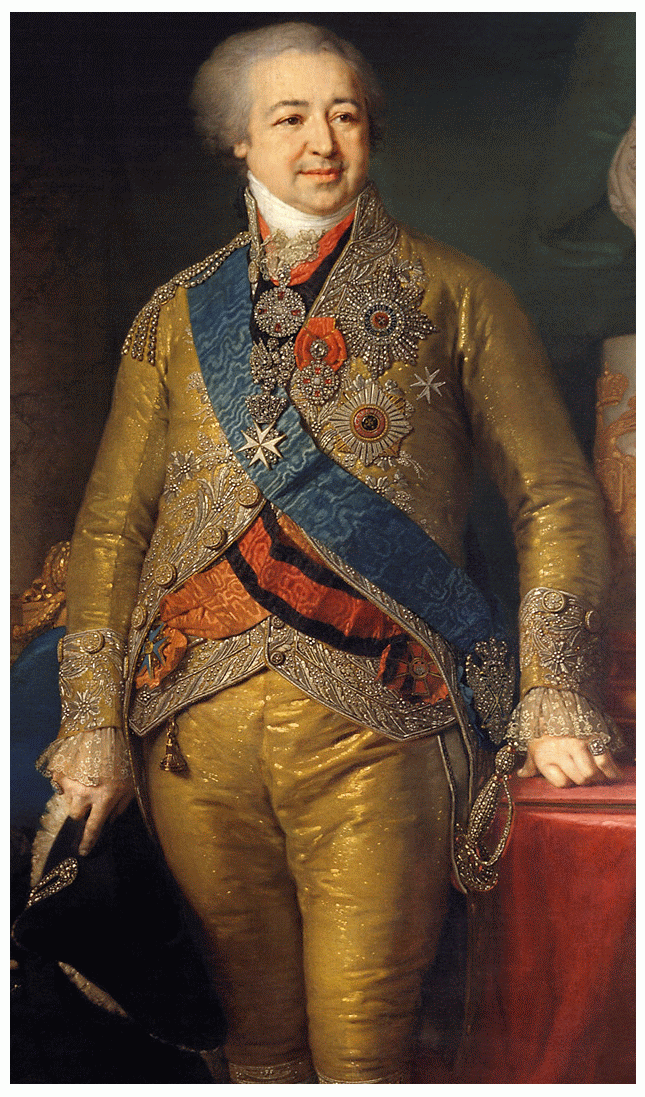
Prins Kuropotkin
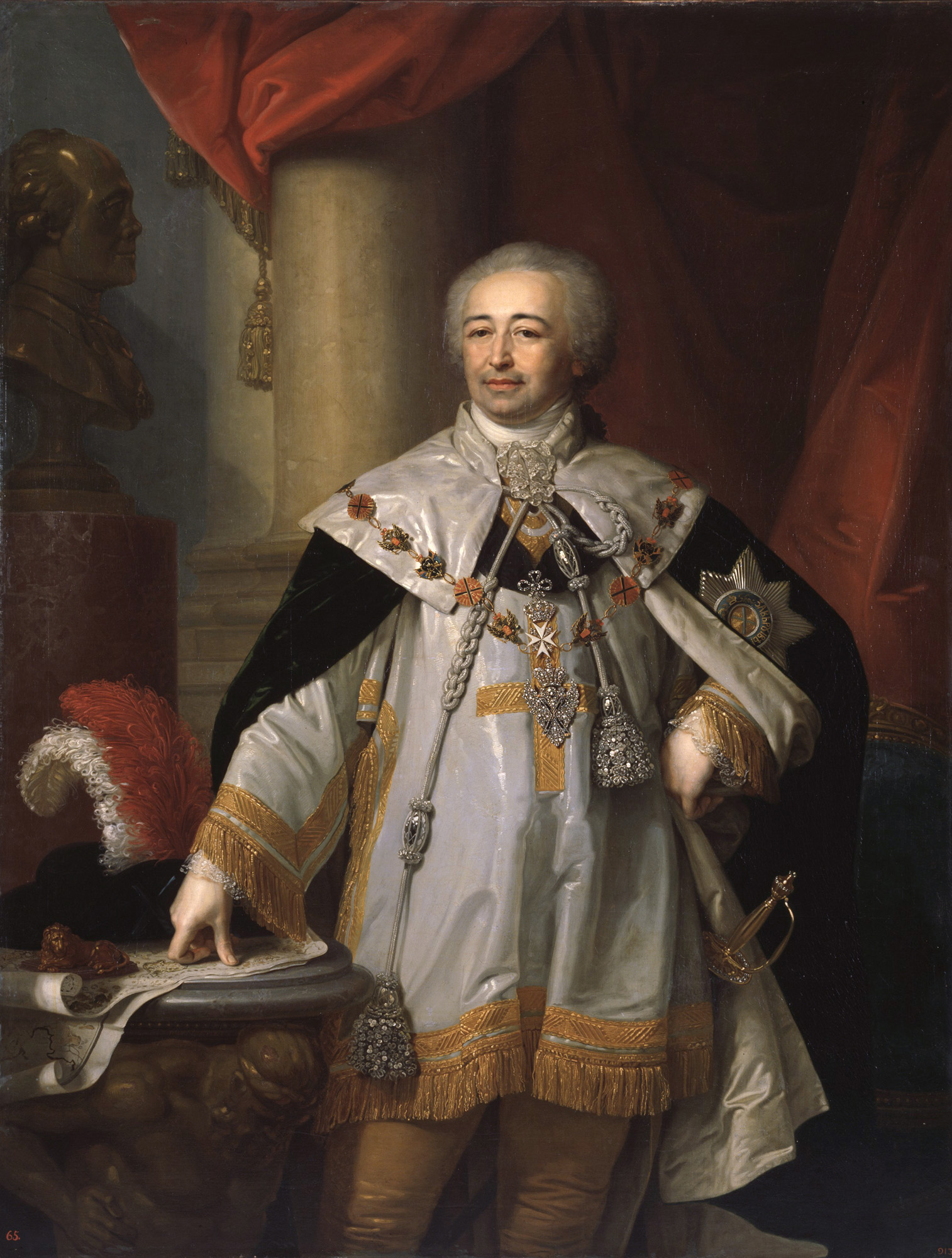
Prins Kuropotkin in het kostuum van de Orde
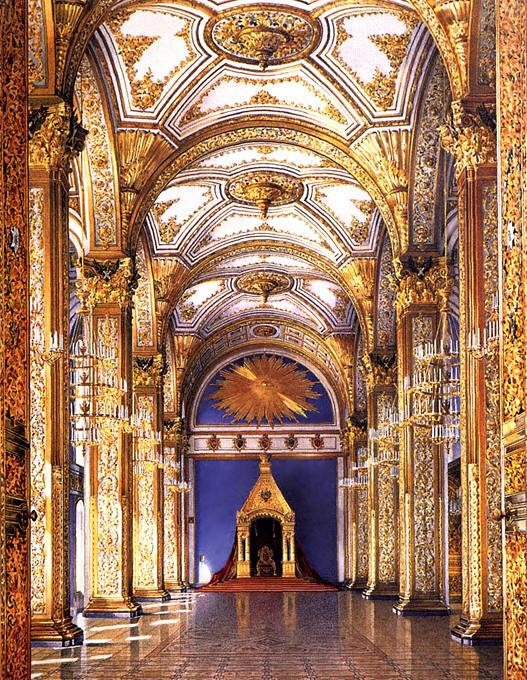
De zaal van de Orde in het Kremlin in Moskou

## De Orde van Sint-Andreas van de Archonten van het Patriarchaat Moskou
Op 27 september 1988 stichtten de bestuurders van de Russisch-orthodoxe Kerk een "Orde van Sint-Andreas" (Russisch: Орден святого апостола Андрея Первозванного с алмазной звездой). De Orde heeft insignia en reglementen die sterk van die van de in 1917 afgeschafte keizerlijke ridderorde verschillen.
Ook de kerkelijke Orde heeft een enkele graad.
De ridders dragen een rhombusvormig kleinood met daarop het andreaskruis en in het midden een in briljanten gevat portret van de heilige aan een blauw lint over de linkerschouder. Als verhoging dient een patriarchenkroon, eigenlijk een rijkversierde ronde mijter.
De ster is een achtpuntige zilveren ster met afwisselend briljant, geslepen en rode stralen.
In het medaillon staat het monogram van de heilige Andreas binnen een blauwe ring en een eikenkroon.
Alleen de Russisch-orthodoxe patriarch van Moskou en geheel Rusland mag de Orde toekennen.

## De Orde van Sint-Andreas Protocletos
Zie: Orde van Sint-Andreas de Eerstgeroepene (Russische Federatie)

## De Orde van Sint-Andreas op Barbados
De Orde van Sint-Andreas (Engels: "Order of St. Andrew") is de hoogste onderscheiding van Barbados, een staat in de Caraïbische Zee waar de Britse monarch tot 2021 staatshoofd van was. Elizabeth II van het Verenigd Koninkrijk tekende op 25 juli 1980 een  een bijzonder Koninklijk Besluit, waarin deze ridderorde werd ingesteld. De Orde is onderdeel van de "Orde van Barbados" en beloont bijzondere en opvallende prestaties en verdienste.
Het lint bestaat uit drie horizontale banen blauw-goud-blauw.
De leden zijn "Knight or Dame of St. Andrew" en mogen de letters "KA" of "DA" achter hun naam plaatsen.